# Spin Ghar
Spin Ghar (Biała Góra) – pasmo górskie na granicy afgańsko-pakistańskiej. Najwyższy szczyt (Sikaram) ma wysokość 4761 m n.p.m.